# Vavřinec (ort i Tjeckien, Södra Mähren)
Vavřinec är en ort i Tjeckien.   Den ligger i regionen Södra Mähren, i den östra delen av landet, 180 km öster om huvudstaden Prag. Vavřinec ligger 540 meter över havet och antalet invånare är 838.
Terrängen runt Vavřinec är platt åt sydost, men åt nordväst är den kuperad. Runt Vavřinec är det ganska tätbefolkat, med 124 invånare per kvadratkilometer. Närmaste större samhälle är Blansko, 7,0 km sydväst om Vavřinec. I omgivningarna runt Vavřinec växer i huvudsak blandskog.